# Intermodaler Verkehr

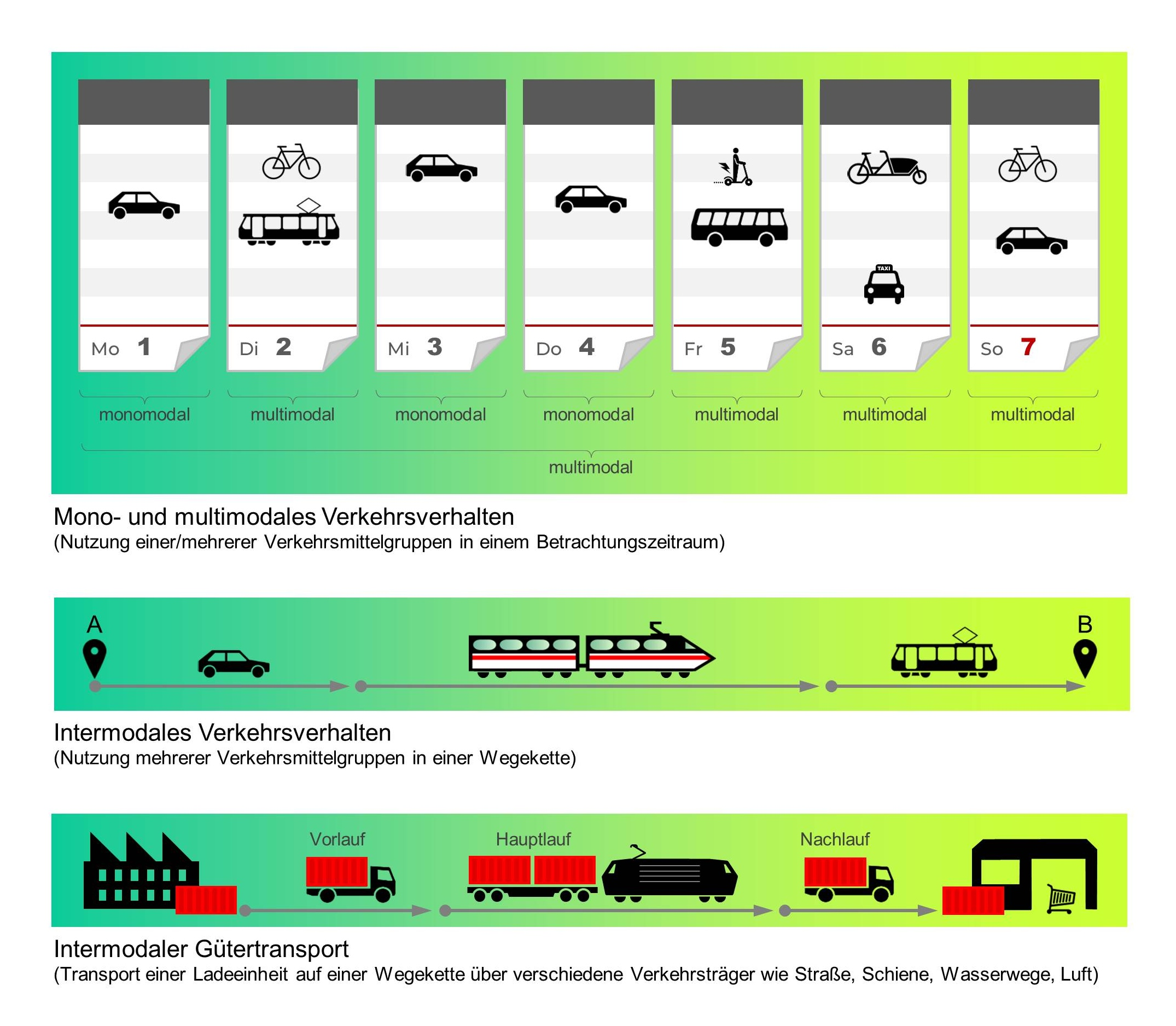
Mono-, multi- und intermodaler Verkehr

Intermodaler Verkehr beschreibt eine mehrgliedrige Transportkette und betrifft sowohl den Personen- als auch den Güterverkehr. Im Personenverkehr werden innerhalb einer einzigen Reisekette verschiedene Verkehrsmittel verknüpft; im Güterverkehr wird ein und dieselbe Transport- oder Ladeeinheit über mindestens zwei verschiedene Verkehrsträger befördert.

## Terminologie
Der Begriff Intermodalität stammt aus dem Güterverkehr. Intermodalität steht als Mobilitätskonzept oder Mobilitätsverhalten neben anderen wie z. B. Monomodalität und Multimodalität. Monomodales Verkehrsverhalten ist definiert als „ausschließliche Nutzung eines Verkehrsmittels auf allen Wegen, die innerhalb eines bestimmten Zeitraumes durchgeführt werden“. Multimodaler Verkehr bezeichnet die „(wechselnde) Nutzung verschiedener Verkehrsmittel bei der Durchführung von Wegen innerhalb eines bestimmten Zeitraums“, also die Variation von Verkehrsmitteln bei verschiedenen Wegen. Intermodalität bezieht sich dagegen auf eine Wegstrecke, für die verschiedene Verkehrsmittel miteinander kombiniert werden. Teilweise wird Intermodalität als Sonderform der Multimodalität angesehen. Eine untergeordnete Form des „intermodalen“ ist der „kombinierte Verkehr“.
Schon in den 1990er-Jahren fiel auf, dass in der Fachwelt bei der Differenzierung zwischen monomodalem und multi- bzw. intermodalem Verkehrsverhalten kein homogenes Verständnis herrscht. Eine dazu durchgeführte Delphi-Analyse kam zu dem Ergebnis, dass rund 50 % der befragten Fachexperten eine Nutzung von Linienbus und Straßenbahn innerhalb eines Weges als ein intermodales Verkehrsverhalten ansehen, während die übrigen es als monomodal einstufen, da Bus und Straßenbahn Teil desselben Verkehrsmodus ÖPNV sind und sich in ihrer Nutzungsweise als gleichartig darstellen. Die Delphi-Analyse empfiehlt daher, dass zur eindeutigen Abgrenzung der Begriffe Mono-, Multi- und Intermodalität der Fokus auf unterschiedliche Verkehrsmodi und nicht auf Verkehrsmittel gelegt werden sollte. Weiterhin wird darin als neuer Begriff Intramodalität vorgeschlagen, wenn unterschiedliche Verkehrsmittel desselben Verkehrsmodus genutzt werden.

## Intermodalität im Güterverkehr

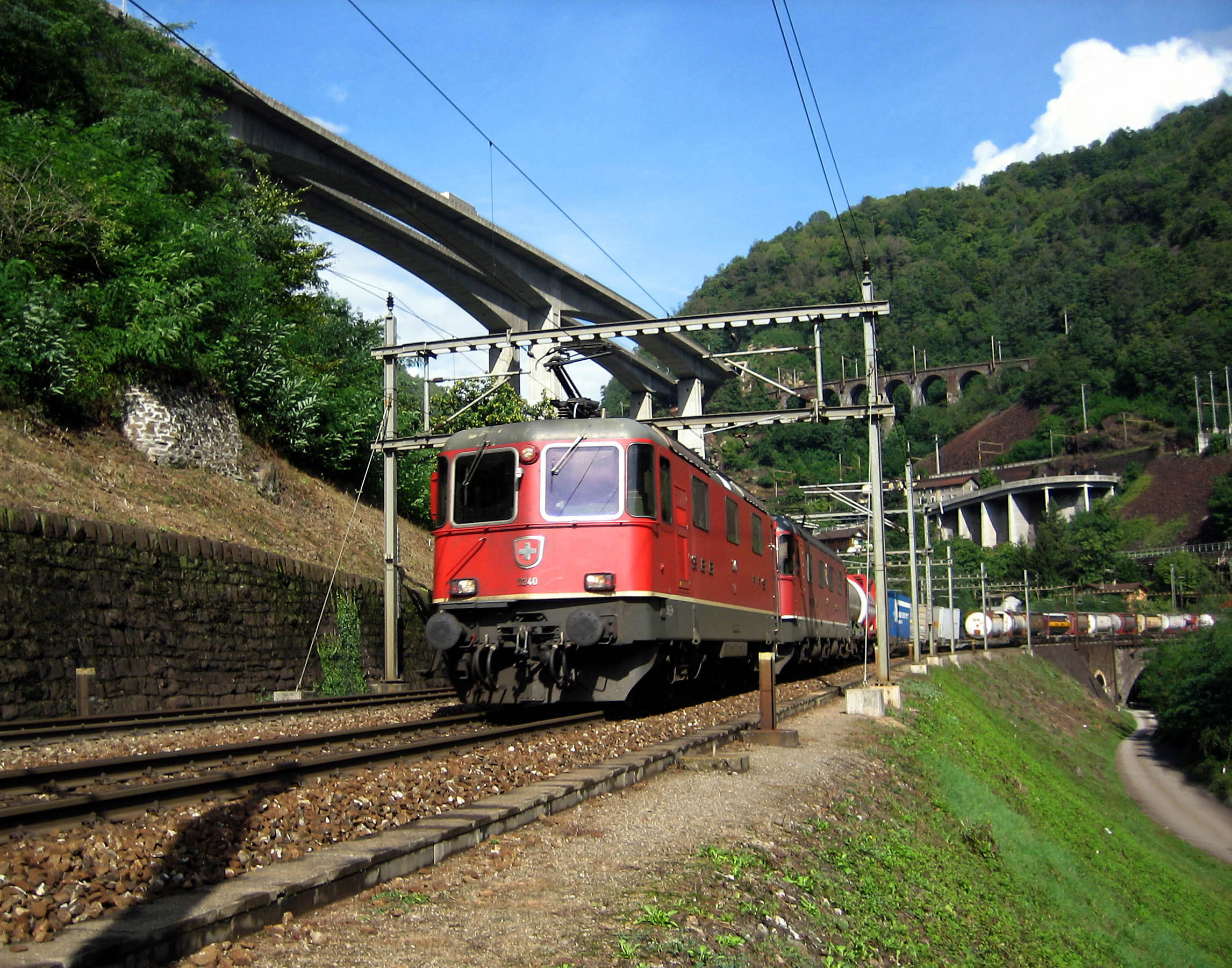
Intermodal-Güterzug auf der Gotthardbahn

### Definition
Der Ansatz, den intermodalen Verkehr als eine Art von multimodalem Verkehr zu definieren, greift insbesondere beim Güterverkehr zu kurz.
Es wurde daher von der Europäischen Verkehrsministerkonferenz eine (nicht allgemein anerkannte) Definition eingeführt:
Intermodaler Verkehr umfasst den Transport von Gütern in ein und derselben Ladeeinheit oder demselben Straßenfahrzeug mit zwei oder mehreren Verkehrsträgern, wobei ein Wechsel der Ladeeinheit, aber kein Umschlag der transportierten Güter selbst erfolgt.

### Charakteristik
Der Begriff Intermodalität fand im Verkehrswesen erstmals in den USA in den 1960er Jahren Verwendung, als standardisierte Container eingeführt wurden. Sie wurden und werden per Eisenbahn, Lastkraftwagen und Schiff transportiert. Mit der Containerisierung traten die einzelnen Verkehrsmittel in den Hintergrund und die Transportkette „inter modes“ (zwischen mehreren Verkehrsträgern oder -techniken) in den Vordergrund. „Intermodal“ bedeutet, dass Container, Sattelauflieger oder ganze Lastkraftwagen auf einem Teil ihres Weges mit der Eisenbahn oder per Schiff befördert werden; das Abholen und Zustellen der Ware geschieht dabei auf der Straße. Es gibt vielfältige Kombinationen von Verbindungen zwischen See- und Binnenschiffen, Straßenfahrzeugen, Eisenbahnen, Pipelines und Flugzeugen. 
Es gibt zahlreiche Dachverbände, die sich für einzelne Bereiche des Transportwesens einsetzen, ebenso wie verschiedene Organisationen, die die Verknüpfung zweier oder mehrerer Verkehrsmittel fördern wollen.
Jedes Verkehrsmittel hat Stärken / Vorteile und Schwächen / Nachteile. Das Schiff befördert enorme Mengen von Gütern bei günstigem Energieverbrauch im Übersee- und Binnenverkehr, kann aber auch weitreichende Umweltschäden verursachen. Die Eisenbahn befördert energiegünstig und raumsparend große Mengen, ist aber aufgrund ihres gegenüber der Straße weniger dichten Wegenetzes nur im kombinierten Verkehr leistungsfähig. Das Flugzeug kommt aufgrund seiner Geschwindigkeit insbesondere für den Transport verderblicher und terminkritischer Güter im Langstreckenverkehr zum Einsatz, büßt diesen Vorteil jedoch im nahen und mittleren Bereich auf Grund umfangreicher und zeitaufwändiger Kontrollen teilweise wieder ein. Der Transport von Luftfracht verbraucht viel Energie, ist teuer und belastet die Umwelt. LKWs sind sehr flexibel, belasten und verschleißen aber Straßen und Brücken. EU-weit geltende Abgasnormen und technische Fortschritte (Abgasnachbehandlung bei Dieselmotoren mit AdBlue, leisere LKWs) haben die Emission von Schadstoffen und Lärm stark reduziert. Fahrerassistenzsysteme haben die Zahl der von LKWs verursachten Unfälle reduziert.
Der intermodale Verkehr ist heute ein allgemein anerkanntes Mittel zur Senkung der Umweltbelastung und zur Entlastung des Straßen- und Autobahnnetzes. 

## Intermodalität im Personenverkehr
Mit Intermodalität (auch: Intermodality) bezeichnet man im Personenverkehr die Nutzung unterschiedlicher Verkehrsmittel im Verlauf eines Weges. Ein Verkehrsteilnehmer nutzt beim intermodalen Verkehr innerhalb eines Weges verschiedene Verkehrsmittel, die dabei miteinander verkettet werden. Zum Beispiel fährt er mit dem Zug in eine größere Stadt mit Flughafen, legt mit dem Flugzeug eine längere Distanz zurück und nimmt anschließend den Bus, um an seinem Ziel anzukommen. Eine Schnittstelle (z. B. eine App als Informationssystem) gewährleistet Verkehrsteilnehmern Zugang, Information und Vergleich, oft auch Buchung und Bezahlung intermodaler Angebote. Der Wechsel zwischen den Verkehrsmitteln erfolgt an Umsteigepunkten, meistens Mobilitätsstationen, Mobilstationen o. ä. genannt, an denen verschiedene Verkehrsmittel zur Verfügung stehen.

### Ziele
Ein wichtiges Ziel des modernen intermodalen Verkehrs ist es, die Nutzung von öffentlichen Verkehrsmitteln zu fördern und den Individualverkehr mit Pkw zu reduzieren. Intermodalität ermöglicht es, die Vorteile der verschiedenen Verkehrsmittel zu verbinden. Intermodale Reiseplaner wie Google Maps oder Omio.com kombinieren für eine Strecke verschiedene Verkehrsmittel miteinander und vereinfachen so den Wechsel zwischen den verschiedenen Teilverkehrssystemen. Aus mehreren Optionen kann der Reisende die für ihn am besten geeignete auswählen, z. B. die schnellste oder die kostengünstigste Option.

### Fernverkehr

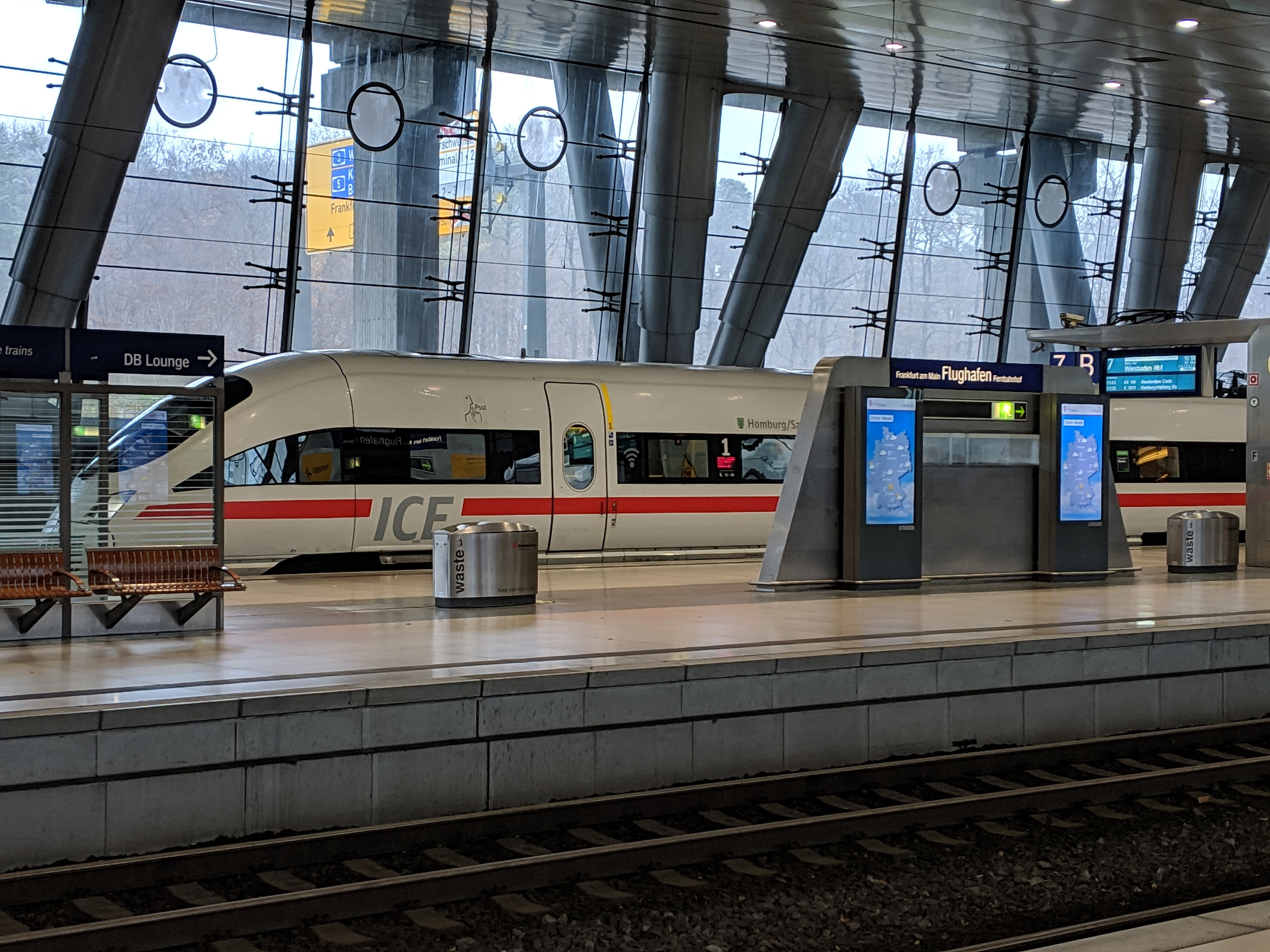
Frankfurt am Main Flughafen Fernbahnhof

Im intermodalen Fernverkehr werden die Verkehrswege Straße, Schiene, Luft und Wasser genutzt, um die Verkehrsmittel Fernbus, Zug, Flugzeug und Fähre miteinander zu kombinieren. Intermodale Reiseplaner ermöglichen, sich über das Verkehrsangebot zu informieren und die Verkehrsmittelwahl zu optimieren. Die Tools sind meist kostenlos nutzbar. Je nach Reiseplaner variieren die integrierten Verkehrsmittel und der Funktionsumfang. So können in manchen Planern z. B. Tickets für die verschiedenen Verkehrsmittel gebucht werden.
Während monomodale Tools, so die Metasuchmaschine Skyscanner, Flüge verschiedener Anbieter miteinander vergleichen, werten multimodale Tools wie Rome2Rio für dieselbe Strecke Verbindungen verschiedener Verkehrsmittel aus.
Als intermodaler Routenplaner erfasst Google Maps im Rahmen von Google Transit öffentliche Verkehrsmittel mit festen Routen und festen Fahrplänen. Während der städtische Nahverkehr berücksichtigt wird, fehlen Flüge als wichtiges Fernverkehrsmittel. Über die Fahrplanauskunft der Deutschen Bahn ist zusätzlich zu den Fernzügen auch der Nahverkehr der regionalen Verkehrsverbünde recherchierbar.
Der intermodale Reiseplaner Omio.com vergleicht die Hauptfernverkehrsmittel Zug, Flugzeug und Fernbus und kombiniert diese für eine Strecke miteinander. Aus verschiedenen Optionen können Reisende die für sie beste Option buchen.

### Nahverkehr
Intermodalität spielt als Mobilitätskonzept der Zukunft insbesondere im urbanen Bereich eine große Rolle. Innerhalb von Städten ist die Kombination von öffentlichen Verkehrsmitteln wie Zug, Bus, Straßenbahn etc. bei einem Fahrtzweck weitgehend selbstverständlich. Größere Aufmerksamkeit wird folglich auch der Verbindung von Individualverkehr mit Pkw und öffentlichen Verkehrsmitteln geschenkt, vor allem im Rahmen von Park + Ride. Heute gewinnt das Fahrrad bei der Feinerschließung des Stadtgebietes immer mehr an Bedeutung. Hier spricht man von Bike + Ride. Auch die Fahrradmitnahme im ÖPNV ermöglicht intermodale Wege durch das Verwenden des eigenen Fahrrades vom Startpunkt und zum Zielort hin.

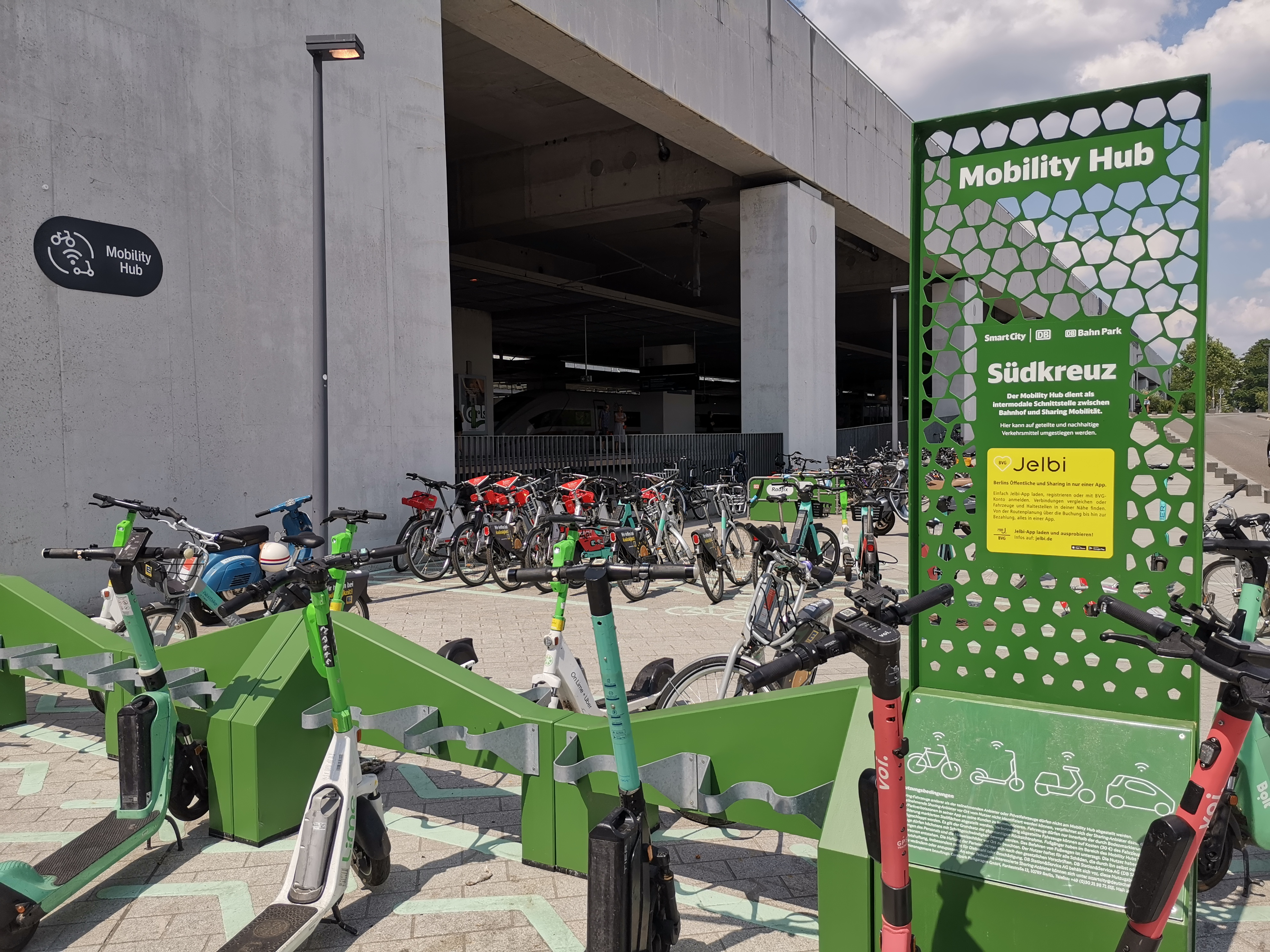
Jelbi-Station Berlin Südkreuz

Eine neue Dimension eröffnet der Boom von one-way-fähigem Carsharing und Bikesharing sowie freefloating E-Scootern in Städten. Hierfür werden häufig Mobility-as-a-Service Apps verwendet, welche verschiedene Verkehrsmittel miteinander kombinieren. In Berlin existiert hierfür bspw. die App Jelbi, die den Berliner Nahverkehr mit Sharing-Angeboten und Taxi verknüpft. An Mobilitätsstationen können Umsteigemöglichkeiten zwischen verschiedenen Verkehrsmitteln einfacher ermöglicht werden. Aktuell entstehen Mobilitätsstationen in verschiedenen Städten und mit angepassten Angeboten teilweise auch im ländlichen Raum. Im Land Nordrhein-Westfalen wird derzeit ein landesweit dichtes Stationsnetz in einheitlichem Design geplant und realisiert.

### Vorteile
Durch intermodales Verkehrsverhalten werden Ressourcen geschont und Nachhaltigkeit gefördert. Die Reduzierung des Individualverkehrs entlastet die Umwelt. Besonders im urbanen Raum verringert sich dadurch die Belastung durch Abgase, Lärm, Staus und Parken.
Auch der einzelne Nutzer hat Vorteile vom intermodalen Verkehr. Er muss weniger Ressourcen aufwenden, um Strecken zurückzulegen. Durch die Kombination von verschiedenen Verkehrsmitteln kann er deren jeweilige Vorteile nutzen, etwa die Schnelligkeit eines Flugzeuges und die niedrigeren Kosten eines Fernbusses. Durch die unterschiedlichen Netze der verschiedenen Anbieter hat der Nutzer auch bessere Möglichkeiten, zu seinem Zielort zu kommen, zum Beispiel dann, wenn an einem Ort kein Bahnhof vorhanden ist, dafür aber eine Fernbus-Haltestelle.

### Herausforderungen
Die Herausforderungen des intermodalen Verkehrs liegen im Erkennen und der Akzeptanz der individuellen und globalen Vorteile für Nutzer. Das schließt auch die Bereitschaft mit ein, auf den eigenen Pkw zu verzichten. Förderlich sind dabei in der Verknüpfung von Schienen- und Luftverkehr beispielsweise eine gute Anbindung von Flughäfen an das Schienennetz mittels Flughafenbahnhöfen, die eine gute Fahrplanfrequenz und eine bequeme Umsteigesituation bieten.
Eine weitere Herausforderung ist es, die verschiedenen miteinander konkurrierenden Verkehrsanbieter zu Kooperationen zusammenzubringen und die verschiedenen Ticket- und Bezahlsysteme so zusammenzuführen, dass Verkehrsteilnehmer sie unkompliziert nutzen können. Bei dem Angebot AIRail in Deutschland oder auch Flugzug in der Schweiz findet dies in Form von Codesharing zwischen Bahn und Fluggesellschaft bereits Anwendung. Nicht zuletzt ist der Datenschutz ein Thema.